# 百洋医药集团
百洋医药集团是一个中华人民共和国的互联网医疗平台，成立于2005年的公司，有10家公司、50个办事处、12000家合作医院，2005年百洋医药集团有限公司在香港注册成立并与中国医师协会共同发起成立“中国医师道德建设与法律援助百洋基金”，于2006年2月成立青岛百洋制药有限公司，2006年11月，成立青岛百洋健康药房连锁公司。